# Candyman (Siouxsie and the Banshees)
Candyman è un singolo del gruppo musicale inglese Siouxsie and the Banshees, pubblicato il 28 febbraio 1986 come secondo e ultimo estratto dall'album Tinderbox.

## Il disco
La canzone parla di abusi sui minori.
Musicalmente, è un pezzo imperniato sulla chitarra. Il Melody Maker ha accolto positivamente il singolo alla sua uscita, dicendo che era da "brivido".
Candyman è diventato il tredicesimo top 40 per Siouxsie and the Banshees, raggiungendo il n° 34 della classifica britannica.

## Tracce
Testi di Sioux, musiche di Siouxsie and the Banshees, tranne ove indicato.

### 7"
Lato A
1. Candyman ° - 3:40

Lato B
1. Lullaby - 3:30

### 12"
Lato A
1. Candyman ° - 3:43

Lato B
1. Lullaby - 3:33 (testo: Severin)
2. Umbrella - 4:14

°(Mixato da Steve Churchyard)

## Formazione
- Siouxsie Sioux - voce, pianoforte
- John Valentine Carruthers - chitarra, tastiere
- Steven Severin - basso, tastiere
- Budgie - batteria, percussioni